# جون فورمان (موزع)
جون فورمان (بالإنجليزية: John Foreman) هو موزع وعازف بيانو أسترالي، ولد في 24 أبريل 1972 في نيوكاسل في أستراليا.

## روابط خارجية
- جون فورمان على موقع IMDb (الإنجليزية)
- جون فورمان على موقع ميوزك برينز (الإنجليزية)
- جون فورمان على موقع ديسكوغز (الإنجليزية)
- جون فورمان على موقع قاعدة بيانات الفيلم (الإنجليزية)